# Estación Arroyo-Malpartida
Estación Arroyo-Malpartida es un poblado ferroviario español perteneciente al municipio de Cáceres (Extremadura), situado junto a la estación de ferrocarril homónima en la línea que une Cáceres con Portugal.

## Historia
Este poblado se construyó en 1881 como estación de ferrocarril para los cercanos pueblos de Arroyo de la Luz y Malpartida de Cáceres dentro de la línea de Madrid a Valencia de Alcántara. Fue uno de los grandes poblados ferroviarios de Extremadura, siendo 1960 su momento de mayor auge con 1088 habitantes.
Con la apertura del trazado directo entre Madrid y Cáceres empezó la desaparición paulatina de este poblado. Las viviendas, que pertenecen a Renfe las ocupan en alquiler particulares, jubilados de Renfe o están directamente en ruina. La población actual es de 48 habitantes (INE 2014), y además muchas de las viviendas se utilizan como segundas residencias para pasar los fines de semana y vacaciones.
El ayuntamiento de Cáceres ha previsto crear en este pueblo una gran urbanización de viviendas unifamiliares para segundas residencias de los cacereños.[cita requerida]

## Monumentos
Iglesia parroquial católica bajo la advocación de la Inmaculada Concepción de María, a cargo del párroco de la iglesia de San Sebastián de Arroyo de la Luz, en la diócesis de Coria.